# تشابك لييفي عصبي

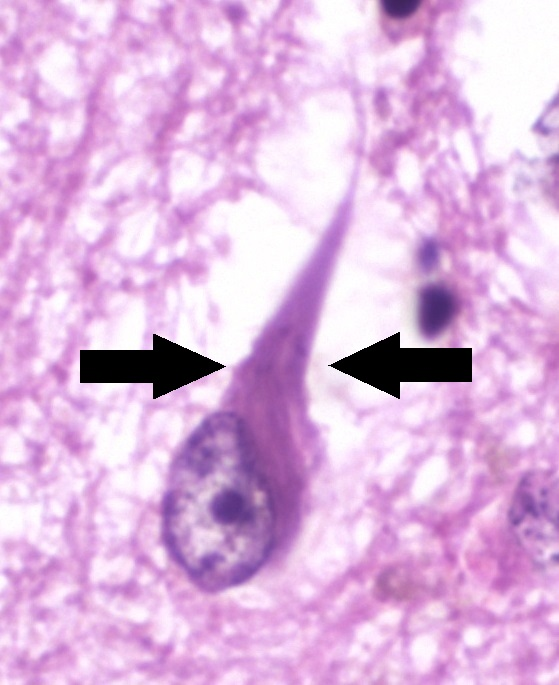

التشابكات اللييفية العصبية (NFTs) هي تكدسات لبروتين تاو مفرَط الفسفرة وهي معروفة بأنها واسمات أولية لمرض آلزهايمر. يحدث تكونها كذلك في العديد من الأمراض الأخرى التي تعرف باسم اعتلالات تاو، ولا يعرف سوى القليل حول دورها الدقيق في مختلف الأمراض.

## التكون
تتشكل التشابكات اللييفية العصبية عبر الفسفرة المفرطة لبروتينٍ مرتبط بالأنيبيب يسمى تاو، مسببة تكدسه أو تجمعه على هيئة غير قابلة للذوبان. يشار إلى تكدسات بروتين تاو هذه بالخيوط المزدوجة اللولبية (PHF). الآلية الدقيقة لتكون التشابك ليست مفهومة كليا، ومازال محل خلافٍ هل هي العامل الرئيسي المسبب للمرض أم أنها تلعب دورا ثانويا وحسب.

### تغيرات في الهيكل الخلوي
حُددت ثلاث حالات نضوج خاصة بالتشابك اللييفي العصبي باستخدام التلوين المناعي بمضاد تاو ومضاد يوبيكويتين. في المرحلة 0 توجد خلايا هرمية طبيعيةٌ مورفولوجيا، تُظهر تلوينا سيتوبلازميا بمضاد تاو حبيبيا طبيعيا أو منتشرا. بعبارة أخرى، الخلايا سليمة وصحية وتواجد بروتين تاو بها في الحد الأدنى. في المرحلة 1 تتلون بعض المشتملات الممتدة المرهفة بالأجسام المضادة لتاو (وهذه تشابكات أولية). تُمثَّل المرحلة الثانية بواسطة توضيح كلاسيكي للتشابك اللييفي العصبي عبر التلوُّن بمضاد تاو. تمثَّل المرحلة عبر التشابكات الشبحية (تشابكات خارج الخلايا يكون فيها العصبون المضيف ميتا) وهي مميزة بانخفاضٍ في التلون بمضاد تاو لكنها تتلون بمضاد اليوبيكويتين.